# Agafamosquits galtablanc
Lagafamosquits galtablanc (Polioptila albiloris) és un ocell de la família dels polioptílids (Polioptilidae).

## Hàbitat i distribució
Habita el bosc decidu i zones amb arbusts de les terres baixes del Pacífic de Mesoamèrica, des de Michoacán, Guerrero, Oaxaca, oest de Puebla i Chiapas fins Guatemala i el nord-oest de Costa Rica.